# Vanilla inodora
Vanilla inodora är en orkidéart som beskrevs av Christian Julius Wilhelm Schiede. Vanilla inodora ingår i släktet Vanilla och familjen orkidéer. Inga underarter finns listade i Catalogue of Life.